# Ambassade du Canada en Algérie
L'ambassade du Canada en Algérie est la représentation diplomatique du Canada auprès de la République algérienne démocratique et populaire. Elle est située à Alger, la capitale du pays. Son ambassadeur est Michael Callan, depuis 2022.

## Histoire
Le Canada reconnaît l'indépendance de l'Algérie en 1962 puis les deux pays établissent des relations  diplomatiques en 1964. De 1965 à 1971, le Canada est représenté par son ambassadeur en Yougoslavie qui est également accrédité auprès de l'Algérie. Celle-ci établit son ambassade à Ottawa en 1968 alors que le Canada ouvre la sienne à Alger le 10 mars 1971. Des commissions mixtes sont également établies entre les deux pays à partir de 1980.
Le Canada et l’Algérie entretiennent d’excellentes relations diplomatiques depuis les premières années de l'indépendance algérienne. L’Algérie est un acteur influent en Afrique du Nord et un partenaire important pour le Canada dans la lutte mondiale contre le terrorisme et le commerce bilatéral.
Selon le recensement de 2016, la diaspora algérienne au Canada était composée d'environ 67 000 personnes, résidant principalement dans la région de Montréal. L’Algérie est également la quatrième source d'immigrants au Québec, après la France, Haïti et le Maroc. Selon Citoyenneté et Immigration Canada, il y avait un total de 4 245 étudiants algériens au Canada en 2020.

## Relations commerciales
Le Canada et l’Algérie entretiennent des relations commerciales dynamiques marquées par des échanges bilatéraux de marchandises évalués à 658,2 millions de dollars en 2020. L’Algérie représente le deuxième marché du continent pour les exportations canadiennes, après l’Égypte. Selon le Service des délégués commerciaux, plus d’une centaine d’entreprises canadiennes font des affaires en Algérie, et leurs activités variées vont des produits alimentaires de base aux services de formation et à l’aéronautique. Les entreprises canadiennes tirent avantage de leur capacité à pouvoir faire des affaires en français, de leur volonté à partager leurs connaissances et leurs technologies, et de leur savoir-faire nord-américain. Au cours des 5 dernières années, l’actif des multinationales canadiennes en Algérie a atteint un sommet de 2,6 milliards de dollars.
L’Algérie présente d’importantes possibilités d’affaires pour le Canada dans les secteurs de l’infrastructure et des services de génie-conseil, de l’éducation, des technologies de l’information et des communications, des sciences de la vie, de l’énergie et les mines. Le Canada et l’Algérie sont également unis par des liens culturels et universitaires. Il existe notamment plusieurs accords interuniversitaires au niveau de la recherche et de l’enseignement. Le 1er juillet 2017, Air Canada a lancé un vol direct entre Montréal et Alger en période estivale, un service auparavant offert par Air Algérie seulement.

### Échanges
Le mémorial du Martyr, construit à Alger selon une maquette de Bachir Yellès, a été réalisé par l'entreprise canadienne Lavalin et inauguré le 5 juillet 1982.
Le premier vol d'Air Canada rouge débute durant le mois de juillet 2017 de Montréal vers Alger avec une fréquence de quatre vols par semaine, cela facilite le déplacement des investisseurs économiques, plusieurs sociétés canadiennes étant implantées en Algérie, ce qui permet de stimuler également le tourisme vers l'Algérie. Depuis 2007, La compagnie Air Algérie a inauguré la ligne Montréal Alger. La communauté algérienne qui est installée au Canada est évaluée à environ 100 000 personnes.
L’ambassade du Canada en Algérie organise un salon de l'éducation chaque année à Alger.

## Développement
Par le biais du Fonds canadien d’initiatives locales, le Canada soutient des projets et des organisations qui font la promotion de la démocratie, du respect des droits de la personne et d’une gouvernance inclusive et responsable en Algérie.
L'Algérie a appuyé diverses initiatives internationales dirigées par le Canada : elle a notamment signé et ratifié la convention d'Ottawa sur l’interdiction des mines antipersonnel et a complété toutes les étapes prévues par la convention. L’Algérie a aussi été active au sein de la promotion du Nouveau partenariat pour le développement de l’Afrique (NEPAD), tout particulièrement dans le cadre du Mécanisme africain d'évaluation par les pairs. Bien qu’elle ne soit pas membre de la Francophonie, l’Algérie se classe au deuxième rang des pays francophones quant au nombre de locuteurs.

## Opérations
L’Algérie est un acteur régional de premier plan dans la lutte contre le terrorisme. Conscient du rôle unique de l’Algérie, le Canada s’est engagé à renforcer sa coopération bilatérale avec ce pays en vue de la consolidation de la paix et de la sécurité dans la région. L’Algérie et le Canada ont participé au lancement du Forum mondial contre le terrorisme (FMLT) en 2011, et jusqu'en 2019, les deux pays ont été coprésidents du groupe de travail sur le renforcement des capacités pour la région du Sahel, puis du groupe de travail de l’Afrique de l’Ouest. Le Canada copréside maintenant l’ensemble du FMLT, alors que l’Algérie continue de coprésider le groupe de travail de l'Afrique de l’Ouest. Le Canada finance des initiatives liées au renforcement des capacités de lutte contre le terrorisme auxquelles participent l’Algérie.
Depuis 2017, le Canada a contribué à hauteur de 2,1 millions de dollars (dont 400 000 dollars en 2021) à l'Agence des Nations unies pour les réfugiés afin de soutenir les personnes vivant dans les camps sahraouis situés dans le sud-ouest de l’Algérie.

## Bâtiment
L'ambassade du Canada en Algérie est située au 18, rue Mustapha Khalef Ben Aknoun à Alger.

## Ambassadeurs du Canada en Algérie

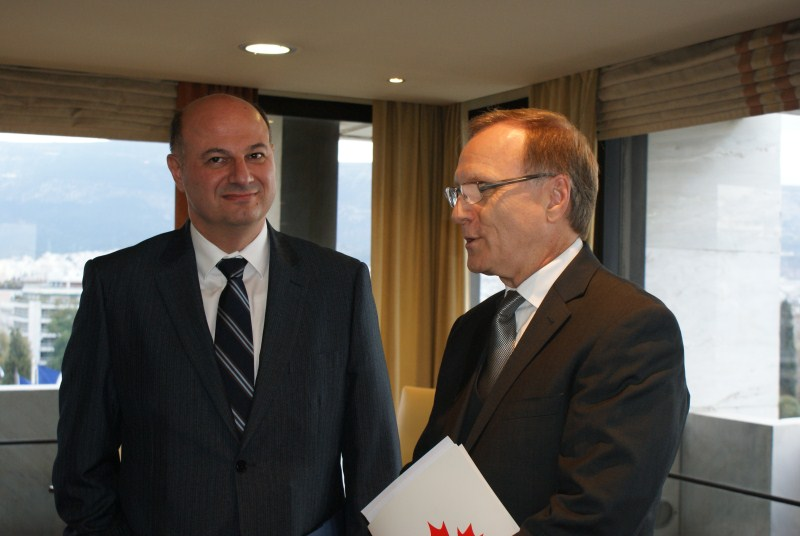
Robert W. Peck (à droite).

| Ambassadeur                     | Début de la mission | Fin de la mission |
| ------------------------------- | ------------------- | ----------------- |
| Ross Campbell (en)              | 18 octobre 1965     | 10 février 1967   |
| René Garneau                    | 8 décembre 1966     | 10 mai 1968       |
| James Alan Roberts              | 31 octobre 1968     | 26 novembre 1971  |
| Christian Hardy                 | 8 juillet 1971      | 13 août 1973      |
| Robert L. Elliott               | 12 juillet 1973     | 12 juillet 1976   |
| Pierre Edgar Joseph Charpentier | 8 septembre 1976    | 5 juillet 1978    |
| Joseph Raymond Roy              | 15 juin 1978        | 31 juillet 1980   |
| Louis André Delvoie             | 10 juillet 1980     | -                 |
| Paul-Eugène Laberge             | 22 septembre 1982   | -                 |
| François P. Pouliot             | 27 juin 1985        | 30 septembre 1987 |
| Gilles Mathieu (en)             | 26 novembre 1987    | 7 juin 1990       |
| Marc C. Lemieux                 | 1990                | 12 août 1993      |
| Michel Perreault                | 15 décembre 1993    | -                 |
| Jacques Noiseux (en)            | 3 mai 1995          | 25 août 1997      |
| Franco Pillarella (en)          | 10 juillet 1997     | -                 |
| Richard Belliveau               | 2000                | -                 |
| Robert W. Peck (en)             | 9 août 2004         | 21 décembre 2007  |
| Patrick Parisot (en)            | 21 décembre 2007    | septembre 2010    |
| Geneviève des Rivières (en)     | 19 juillet 2011     | 2014              |
| Isabelle Roy                    | 9 janvier 2015      | août 2017         |
| Patricia McCullagh              | 1er septembre 2017  | août 2019         |
| Christopher Wilkie              | 1er septembre 2019  | 17 juillet 2021   |
| Michael Callan                  | 9 janvier 2022      | en fonction       |

## Relations culturelles
Les échanges culturels entre le Canada et l'Algérie existent depuis de nombreuses années, les deux pays travaillant à promouvoir la compréhension mutuelle et la coopération. L'ambassade du Canada en Algérie organise ainsi des événements et lance des initiatives qui rassemblent des artistes, des intellectuels et d'autres figures culturelles des deux pays.
L'ambassade appuie également la participation des artistes et des groupes culturels canadiens dans les festivals et événements algériens, et encourage le partage de la culture canadienne avec le public algérien à travers des expositions, des projections de films et d'autres activités. Grâce à ces efforts, l'ambassade du Canada en Algérie travaille à construire une forte et durable partenariat entre le Canada et l'Algérie basé sur le respect mutuel, la compréhension et l'appréciation de l'héritage culturel riche des deux pays.